# هانیبال بورس
هانیبال بورس (انگلیسی: Hannibal Buress؛ زادهٔ ۴ فوریهٔ ۱۹۸۳) یک فیلم‌نامه‌نویس اهل ایالات متحده آمریکا است.
از فیلم‌ها یا برنامه‌های تلویزیونی که وی در آن نقش داشته است می‌توان به کمدین و گروه رفقا اشاره کرد او فعالیت هنری خود را از سال ۲۰۰۹ آغاز کرد.

## فیلم‌شناسی

### فیلم
| سال  | عنوان                                           | نقش           | یادداشت |
| ---- | ----------------------------------------------- | ------------- | ------- |
| ۲۰۱۳ | پادشاهان تابستان                                | راننده اتوبوس |         |
| ۲۰۱۴ | همسایه‌ها                                        | افسر واتکینز  |         |
| ۲۰۱۵ | دسته سارقان                                     | بن راجرز      |         |
| ۲۰۱۵ | خونه بابا                                       | گریف          |         |
| ۲۰۱۶ | همسایه‌ها ۲: انجمن خواهری برمی‌خیزد               | افسر واتکینز  |         |
| ۲۰۱۶ | فیلم پرندگان خشمگین                             | ادوارد        | صدا     |
| ۲۰۱۶ | مردان خوب                                       | بامبل         |         |
| ۲۰۱۶ | گروه رفقا                                       | پوسی‌پاپ       |         |
| ۲۰۱۶ | زندگی پنهان جانوران خانگی                       | بادی          | صدا     |
| ۲۰۱۶ | کمدین                                           | خودش          |         |
| ۲۰۱۷ | هنرمند فاجعه                                    | بیل           |         |
| ۲۰۱۷ | گارد ساحلی                                      | دیو           |         |
| ۲۰۱۷ | مرد عنکبوتی: بازگشت به خانه                     | مربی ویلسون   |         |
| ۲۰۱۸ | بازدارندگان                                     | فرانک         |         |
| ۲۰۱۸ | تگ                                              | کوین          |         |
| ۲۰۱۹ | زندگی پنهان جانوران خانگی ۲                     | بادی          | صدا     |
| ۲۰۲۱ | مرد عنکبوتی: راهی به خانه نیست                  | مربی ویلسون   |         |
| ۲۰۲۳ | لاک‌پشت‌های نینجای جهش‌یافته نوجوان: آشوب جهش‌یافته | چنگیز         | صدا     |